# Erick Hernández Mora
Erick Hernández Mora  (La Habana, Cuba, 11 de marzo de 1973) es un escritor, novelista, guionista y productor de televisión cubano. Ha recibido varios premios y reconocimientos nacionales e internacionales por su obra.

## Biografía
Abandonó los estudios universitarios en 1991 para buscar empleo y en 1994 emigró a los Estados Unidos. Durante 10 años trabajó en una compañía de concreto, hasta el 2004, cuando se presentó a una convocatoria de la cadena Telemundo. Fue escogido entre una lista de 4400 aspirantes para formar un grupo de 14 finalistas del taller de escritores. En el 2005 recibió el premio Atria-Telemundo y fue comisionado por NBC para escribir la continuación de “El Cuerpo del Deseo”.[[]] En el 2006 publicó su segunda novela “El deseo ajeno” con un éxito de ventas. Fue uno de los guionistas de la exitosa serie Decisiones. En el año 2012 obtuvo el primer premio del certamen Literario Manuel Orestes Rodríguez. Actualmente trabaja como productor de contenido para la cadena Telemundo.
Escribió los guiones de dos filmes producidos por Argos Comunicaciones en México. "Crímenes de Lujuria" y "Oscura Seducción".
En el 20017 escribió la Serie "El desconocido" actualmente en la pantalla de Netflix.